# Maximiliano II Emanuel de Baviera

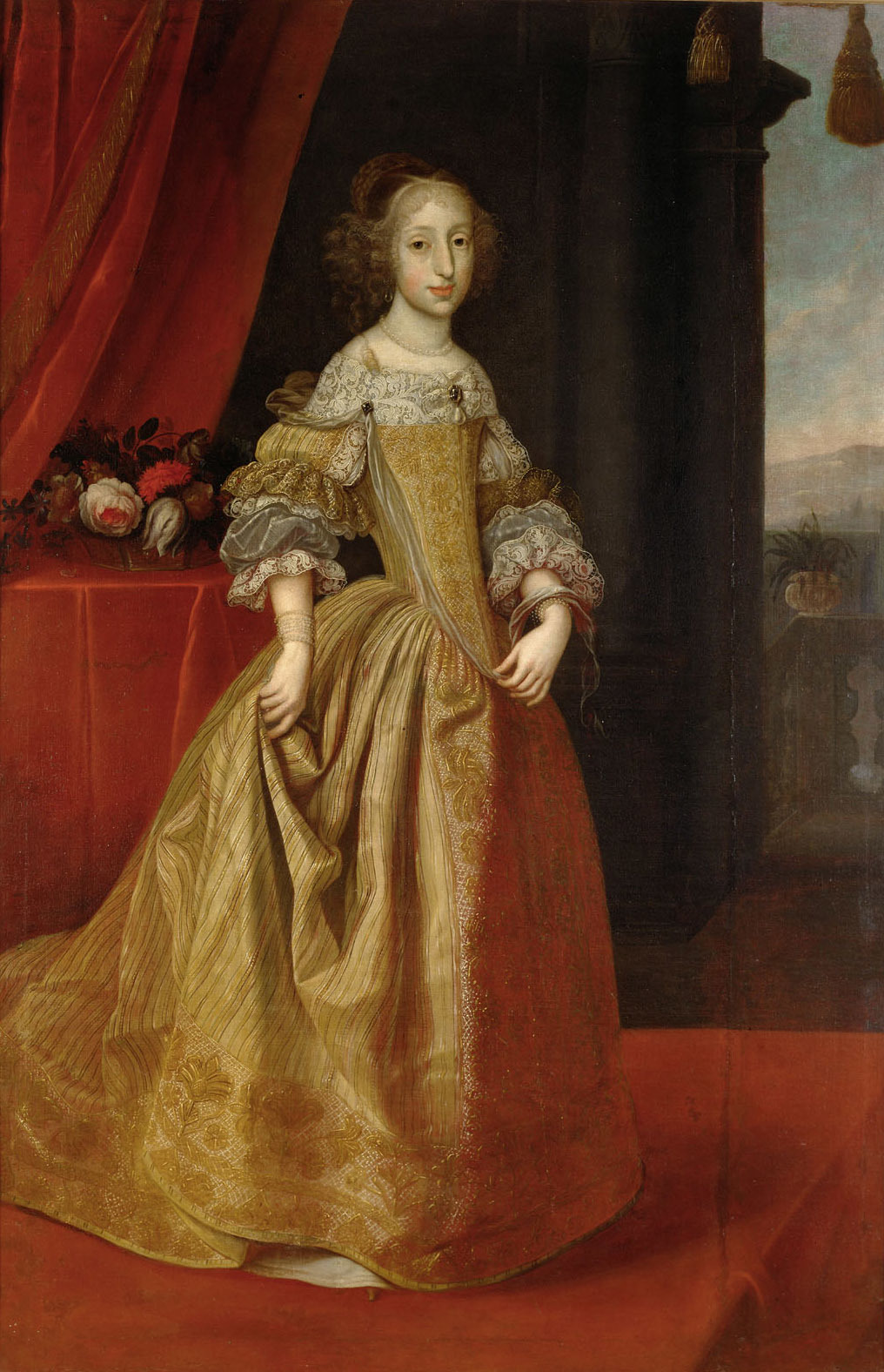
María Antonia de Austria, primera esposa de Maximiliano II Emanuel, por Benjamin Block (c. 1669).

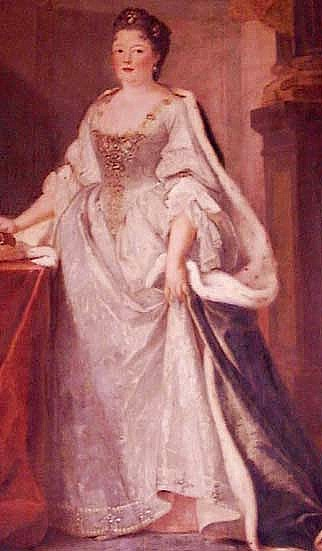
Teresa Cunegunda Sobieska, segunda esposa de Maximiliano II Emanuel.

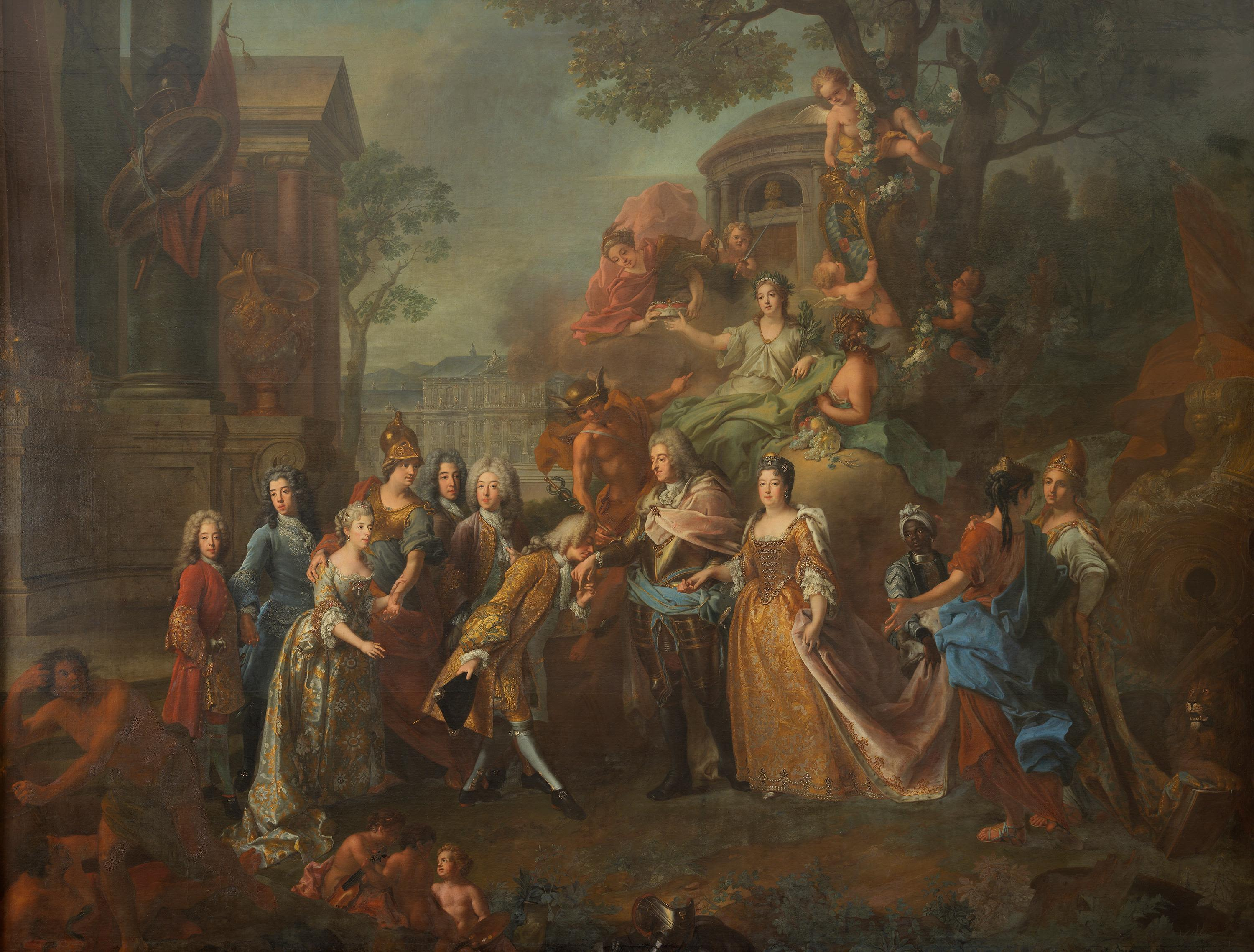
Representación de la Familia electoral bávara, la pareja de Electores reciben la reverencia de su descendencia. Existen alegorías que son las virtudes de Dinastía Wittelsbach al estar bien relacionada con casas reales del planeta.

Maximiliano II Emanuel de Baviera (en alemán, Maximilian II. Emanuel von Bayern; Múnich, 11 de julio de 1662-ibidem, 26 de febrero de 1726) fue un miembro de la Casa de Wittelsbach de Baviera y elector del Sacro Imperio Romano Germánico. Un militar capaz, su ambición condujo a los conflictos que limitaron sus últimos logros dinásticos.

## Biografía
Era hijo de Fernando María, elector de Baviera, y de Enriqueta Adelaida de Saboya. Sus abuelos maternos eran el duque Víctor Amadeo I Saboya y Cristina de Francia. Cristina era la segunda hija del rey Enrique IV de Francia y de su segunda esposa, María de Médici.
Su abuela paterna era María Ana de Austria, hija del emperador Fernando II del Sacro Imperio Romano Germánico. Su bisabuela (madre de su abuelo materno) era Catalina Micaela de Austria, hija del rey Felipe II de España. Por lo tanto, Maximiliano II estaba muy vinculado a los Habsburgo, tanto españoles (descendientes de Carlos I de España) como austriacos (descendientes de Fernando I de Habsburgo).

### Vida
Maximiliano heredó el cargo de elector mientras aún era menor de edad, en 1679. En 1683 emprendió ya una carrera militar, luchando en la defensa de Viena contra los turcos que intentaban ampliar sus conquistas en Europa. Volvió a la corte para casar con María Antonia de Austria (1669-1692), hija del emperador Leopoldo I y de Margarita Teresa de España (15 de julio de 1685). Más tarde participó en el mismo año en la victoriosa batalla de Gran contra los turcos y su fama se acrecentó, cuando logró expulsar a los turcos de Belgrado (1688). Durante la guerra de los Nueve Años (1688-1697), luchó de nuevo del lado de los Habsburgo, y fue nombrado gobernador de los Países Bajos españoles (1692).
Su aventura en los Países Bajos españoles catalizó sus ambiciones dinásticas, pero María Antonia de Austria murió en el año de su nombramiento como gobernador. Su segundo matrimonio con Teresa Cunegunda Sobieska (1676-1730), hija del rey de Polonia, Juan III Sobieski, le dio la oportunidad de intervenir en los asuntos polacos. Sin embargo, sus ambiciones miraban a Europa Occidental y para ello utilizó a sus hijos, Carlos Alberto y Clemente Augusto.
Su primer hijo, José Fernando de Baviera, designado por Carlos II para sucederle en el trono de España, murió en 1699. Con la guerra de sucesión española, Maximiliano desarrolló un plan para que los Wittelsbach suplantasen a los Habsburgo como emperadores, aliándose con el rey Luis XIV de Francia contra estos, pero sus planes quedaron frustrados en la batalla de Friedlingen (1702), en la que los imperiales impidieron la llegada de tropas francesas de refuerzo a Baviera, y por la desastrosa derrota en la batalla de Blenheim en 1704. Este hecho provocó la separación de su familia, porque sus hijos fueron hechos prisioneros y estuvieron recluidos en Austria durante varios años, siendo Clemente Augusto mantenido y educado por los jesuitas. Baviera fue repartida entre Austria y el elector del Palatinado, lo que provocó sangrientos levantamientos de la población contra las tropas imperiales. Tras la batalla de Ramillies, que supuso la pérdida de los Países Bajos (excepto el Ducado de Luxemburgo, Mons y Namur) para las tropas hispano-francesas de Felipe de Anjou, Maximiliano se refugió en la corte de Versalles.
La guerra de sucesión española terminó finalmente en 1714 con el Tratado de Baden, que restauró a Maximiliano como elector de Baviera. Pero la investigadora alemana Sabine Enders ha descubierto recientemente el así llamado "Projet sur la Sardaigne", un plano de Louis d'Albert, embajador de Baviera en Madrid, que planeó con el sardo Vicente Bacallar y Sanna conquistar Cerdeña para dar un reino al elector bávaro Maximiliano II Emanuel de Baviera. Siempre según la misma investigadora alemana, en el primer Tratado de Utrecht (11 de abril de 1713), Cerdeña pasó al duque de Baviera Maximiliano II Emanuel (cfr. Sabine Enders: "Il regno di Sardegna, il duca di Baviera e Vincenzo Bacallar Sanna. Storia di un libro", in: Vincenzo Bacallar Sanna, La Sardegna Paraninfa della Pace e un piano segreto per la sovranità 1712-1714, Stuttgart 2011, pagg. 11-73). En 1715 se reunió de nuevo con toda su familia en Múnich.

### Últimos años
De regreso en Baviera, Maximiliano se interesó por las artes. No solo el Palacio de Nymphenburg fue ampliado durante su reinado, sino que también se erigió el nuevo Palacio de Schleissheim. En 1724 se fusionaron todas las líneas de la dinastía Wittelsbach. En 1726 fundó la Orden Real de San Jorge para la Defensa de la Inmaculada Concepción.
A su muerte, su hijo Carlos Alberto accedió al trono como Carlos VII Alberto y fue este quien llegó a colmar las aspiraciones de su padre de suplantar a los Habsburgo al ser elegido emperador del Sacro Imperio Romano Germánico en 1742, si bien a su muerte la corona imperial volvió a manos de los Habsburgo. Maximiliano II Emanuel fue enterrado en la Iglesia de los Teatinos de Múnich.

### Matrimonio e hijos
De su primer matrimonio con María Antonia de Austria, hija de Leopoldo I, emperador del Sacro Imperio Romano Germánico:
- Leopoldo Fernando (1689).
- Antonio (1690).
- José Fernando (1692-1699), heredero a la Corona de España hasta su muerte en 1699.

De su segundo matrimonio con Teresa Cunegunda Sobieska el 12 de enero de 1694, hija de Juan III Sobieski:
- Un niño fallecido al poco de nacer (1695).
- María Ana Carolina (1696-1750), desde 1720 monja.
- Carlos Alberto (1697-1745), elector de Baviera, rey de Bohemia, y emperador del Sacro Imperio Romano Germánico. Casado en 1722 con María Amalia de Austria (1701-1756).
- Felipe Mauricio María (1698-1719), obispo electo de Paderborn y Münster.
- Fernando María Inocencio (1699-1738), general imperial.
- Clemente Augusto (1700-1761), gran maestre de la Orden Teutónica, príncipe-arzobispo de Colonia, obispo de Ratisbona, Paderborn, Osnabrück, Hildesheim y Münster.
- Guillermo (1701-1704).
- Alois Juan Adolfo (1702-1705).
- Juan Teodoro (1703-1763), cardenal, príncipe-obispo de Ratisbona, Freising y Lieja.
- Maximiliano Manuel Tomás (1704-1709).

De su relación con la dama valona Agnes Le Louchier (después casada con el conde bávaro Ferdinand von Arco) tuvo un hijo ilegítimo: Manuel, conde de Baviera (1695-1747), militar al servicio del reino de Francia.

## Ancestros
| Elector Maximiliano II Emmanuel de Baviera | Padre: Elector Fernando María de Baviera     | Abuelo paterno: Elector Maximiliano I de Baviera  | Bisabuelo paterno: Duque Guillermo V de Baviera                   |
| Elector Maximiliano II Emmanuel de Baviera | Padre: Elector Fernando María de Baviera     | Abuelo paterno: Elector Maximiliano I de Baviera  | Bisabuela paterna: Duquesa Renata de Lorena                       |
| Elector Maximiliano II Emmanuel de Baviera | Padre: Elector Fernando María de Baviera     | Abuela paterna: Archiduquesa María Ana de Austria | Bisabuelo paterno: Fernando II del Sacro Imperio Romano Germánico |
| Elector Maximiliano II Emmanuel de Baviera | Padre: Elector Fernando María de Baviera     | Abuela paterna: Archiduquesa María Ana de Austria | Bisabuela paterna: Princesa María Ana de Baviera                  |
| Elector Maximiliano II Emmanuel de Baviera | Madre: Electora Enriqueta Adelaida de Saboya | Abuelo materno: Duque Víctor Amadeo I de Saboya   | Bisabuelo materno: Duque Carlos Manuel I de Saboya                |
| Elector Maximiliano II Emmanuel de Baviera | Madre: Electora Enriqueta Adelaida de Saboya | Abuelo materno: Duque Víctor Amadeo I de Saboya   | Bisabuela materna: Infanta Catalina Micaela de España             |
| Elector Maximiliano II Emmanuel de Baviera | Madre: Electora Enriqueta Adelaida de Saboya | Abuela materna: Princesa Cristina de Francia      | Bisabuelo materno: Rey Enrique IV de Francia y Navarra            |
| Elector Maximiliano II Emmanuel de Baviera | Madre: Electora Enriqueta Adelaida de Saboya | Abuela materna: Princesa Cristina de Francia      | Bisabuela materna: Reina María de Médici                          |

| Predecesor: Fernando María                             | Elector de Baviera (1.ª vez) 26 de mayo de 1679-29 de abril de 1706       | Sucesor: Ocupación austríaca                        |
| Predecesor: Francisco Antonio de Agurto                | Gobernador de los Países Bajos 1692-1702                                  | Sucesor: Isidoro de la Cueva y Benavides (interino) |
| Predecesor: Isidoro de la Cueva y Benavides (interino) | Gobernador de los Países Bajos 1704-1706                                  | Sucesor: Ocupación militar inglesa y holandesa      |
| Predecesor: Felipe V de España                         | Soberano de los Países Bajos 22 de junio de 1711-7 de septiembre de 1714  | Sucesor: Carlos VI de Alemania                      |
| Predecesor: Ocupación austríaca                        | Elector de Baviera (2ª vez) 7 de septiembre de 1714-26 de febrero de 1726 | Sucesor: Carlos Alberto                             |